# Кръстьо Трендафилов
Кръстьо Параскевов Трендафилов е български политик от Българската социалистическа партия.

## Биография
Роден е на 21 септември 1936 г. в село Хайредин. Завършва Висшия икономически институт „Карл Маркс“. От 1995 до 1996 е управител на Монтанска област. В периода 1991 – 1998 е народен представител в VII велико народно събрание и XXXVI и XXXVIII народни събрания. Кръстьо Трендафилов е министър на земеделието и хранителната промишленост в периода 1996 – 1997 г. През 1998 г. става член на Висшия съвет и Изпълнителното бюро на БСП. Бил е член на комисията по земеделието, горите и поземлената реформа. Дългогодишен съветник на президента Георги Първанов.